# Eriocaulon lepidum
Eriocaulon lepidum är en gräsväxtart som beskrevs av Tetsuo Michael Koyama. Eriocaulon lepidum ingår i släktet Eriocaulon och familjen Eriocaulaceae.
Artens utbredningsområde är Thailand. Inga underarter finns listade i Catalogue of Life.